# Domhnall Gleeson
Domhnall Gleeson (* 12. května 1983, Dublin, Irsko) je irský herec, režisér a scenárista. V České republice je znám především svou rolí Billa Weasleyho z posledních dvou filmů o Harrym Potterovi a také rolí generála Huxe ve filmech Star Wars.

## Životopis
Narodil se v Dublinu v Irsku. Je absolventem Dublinského technologického institutu, ale rozhodl se pro hereckou dráhu. Poprvé se objevil v krátkometrážním snímku Six Shooter (2004).
Domhnall je nejstarším synem herce Brendana Gleesona. Má tři mladší bratry, z nich prostřední Brian je také herec.

## Filmografie

### Film
| Rok  | Název                                  | Role                   | Poznámky                          |
| ---- | -------------------------------------- | ---------------------- | --------------------------------- |
| 2004 | Šestiraňák                             | Cashier                | Krátký film                       |
| 2005 | Boy Eats Girl                          | Bernard                |                                   |
| 2006 | Borci                                  | Trampis                |                                   |
| 2009 | Psí rok                                | Anthony Armstrong      |                                   |
| 2009 | What Will Survive of Us                |                        | krátký film, režisér a scenárista |
| 2009 | Irská odplata                          | Clifford               |                                   |
| 2009 | Corduroy                               | Mahon                  | Krátký film                       |
| 2010 | Neopouštěj mě                          | Rodney                 |                                   |
| 2010 | Obchod s láskou                        | Donal Duggan           |                                   |
| 2010 | Noreen                                 |                        | krátký film, režisér a scenárista |
| 2010 | Harry Potter a Relikvie smrti – část 1 | Bill Weasley           |                                   |
| 2010 | Opravdová kuráž                        | Moon                   |                                   |
| 2011 | Harry Potter a Relikvie smrti – část 2 | Bill Weasley           |                                   |
| 2012 | Shadow Dancer                          | Connor McVeigh         |                                   |
| 2012 | Dredd                                  | Clan Techie            |                                   |
| 2012 | Anna Karenina                          | Konstantin Levin       |                                   |
| 2013 | Lásky čas                              | Tim Lake               |                                   |
| 2014 | Frank                                  | Jon Burroughs          |                                   |
| 2014 | Kalvárie                               | Freddie Joyce          |                                   |
| 2014 | Nezlomný                               | Russell Allen Phillips |                                   |
| 2015 | Ex Machina                             | Caleb Smith            |                                   |
| 2015 | Brooklyn                               | Jim Farrell            |                                   |
| 2015 | Star Wars: Síla se probouzí            | generál Hux            |                                   |
| 2015 | Revenant Zmrtvýchvstání                | Andrew Henry           |                                   |
| 2016 | The Tales of Thomas Burberry           | Thomas Burberry        | Krátký film                       |
| 2017 | matka!                                 | nejstarší syn          |                                   |
| 2017 | Barry Seal: Nebeský gauner             | Monty Schafer          |                                   |
| 2017 | Sbohem Kryštůfku Robine                | Alan Alexander Milne   |                                   |
| 2017 | Crash Pad                              | Stensland              |                                   |
| 2017 | Star Wars: Poslední z Jediů            | generál Hux            |                                   |
| 2018 | A Futile and Stupid Gesture            | Henry Beard            |                                   |
| 2018 | Králíček Petr                          | pan McGregor           |                                   |
| 2018 | The Little Stranger                    | doktor Faraday         |                                   |
| 2019 | Pekelná kuchyně                        | Gabriel O’Malley       |                                   |
| 2019 | Star Wars: Vzestup Skywalkera          | Generál Hux            |                                   |
| 2021 | Králíček Petr bere do zaječích         | pan McGregor           |                                   |
| 2025 | Pramen mládí                           | Owen Carver            |                                   |

### Televize
| Rok  | Název                       | Role               | Poznámky                      |
| ---- | --------------------------- | ------------------ | ----------------------------- |
| 2001 | Rebel Heart                 | Byrne              | 1 díl                         |
| 2005 | The Last Furlong            | Sean Flanagan      | 3 díly                        |
| 2010 | Your Bad Self               | různé role         | 6 dílů, také scenárista       |
| 2010 | When Harvey Met Bob         | Bob Geldof         | televizní film                |
| 2012 | Immatürity for Charity      | různé role         | sbírka pro charitu            |
| 2013 | Černé zrcadlo               | Ash                | díl: „Přijdu hned“            |
| 2016 | Earth's Greatest Spectacles | vypravěč           | 3 díly                        |
| 2017 | Catastrophe                 | Dan                | 2 díly                        |
| 2019 | Psychic                     | Shergar            | krátkometrážní televizní film |
| 2019 | Star Wars: Odboj            | Generál Hux (hlas) | díl: „No Escape: Part 1“      |
| 2020 | Utíkej                      | Billy Johnson      |                               |
| 2022 | Pacient                     | Sam Fortner        | hlavní postava, 10 dílů       |
| 2023 | Instalatéři z Bílého domu   | John Dean          | minisérie                     |

### Videohry
| Rok  | Název                             | Role        |
| ---- | --------------------------------- | ----------- |
| 2016 | Lego Star Wars: The Force Awakens | generál Hux |

### Divadlo
| Rok     | Název                       | Role           | Poznámky                                        |
| ------- | --------------------------- | -------------- | ----------------------------------------------- |
| 2001–02 | The Lieutenant of Inishmore | generál Hux    | Barbican Centre, Londýn Garrick Theatre, Londýn |
| 2006    | The Lieutenant of Inishmore | Davey          | Lyceum Theatre, Broadway                        |
| 2007    | Jak ukrást bizona           | Bob            | Gate Theatre, Dublin                            |
| 2007    | Nadějné vyhlídky            | Herbert Pocket | Gate Theatre, Dublin                            |
| 2015    | The Walworth Farce          | Blake          | Olympia Theatre, Dublin                         |